# Skunk (arma)

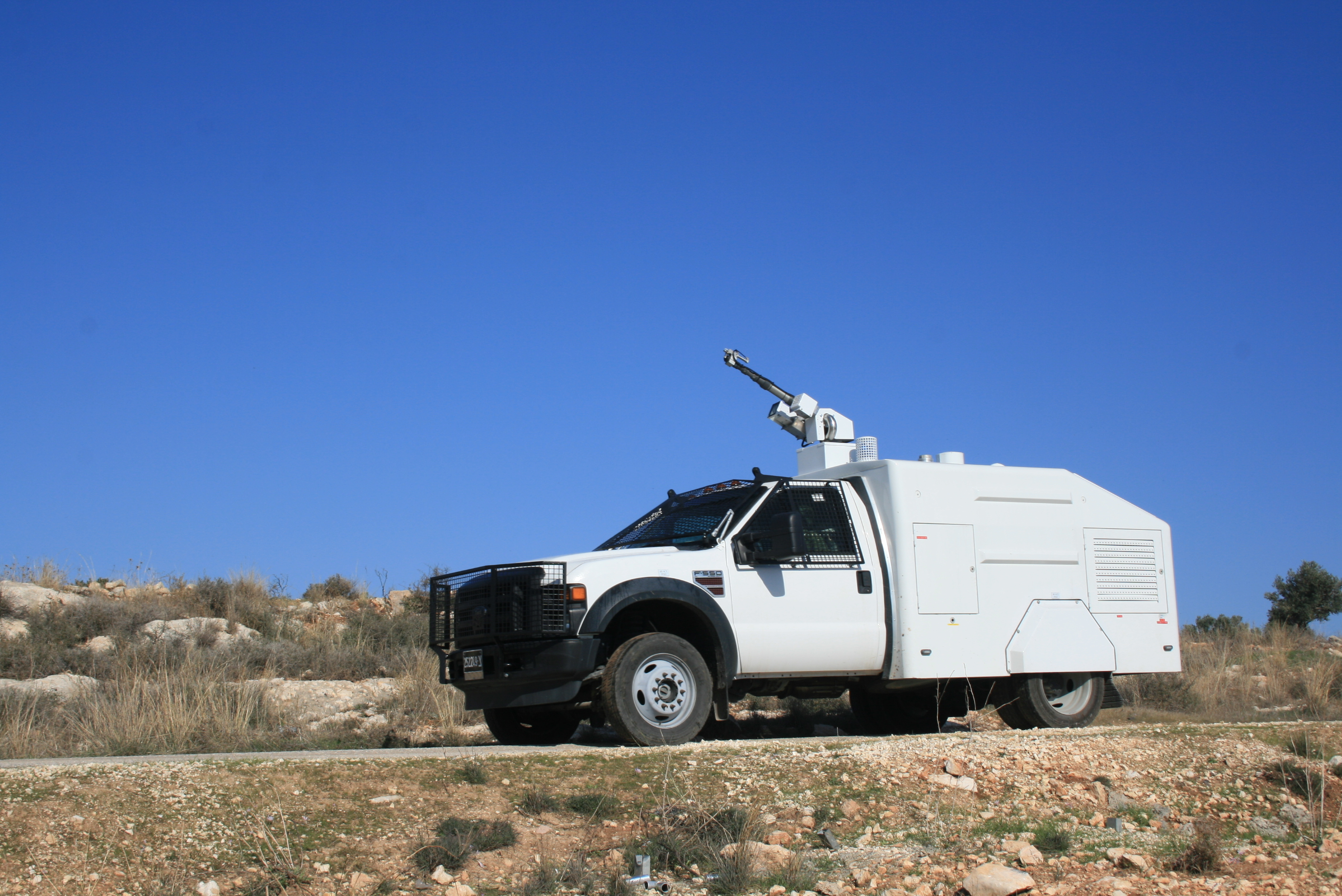
Tanqueta israelí con cañones de agua conteniendo Skunk.

Skunk (en inglés «mofeta») es un líquido considerado como arma no letal maloliente, utilizado para la dispersión de multitudes por las Fuerzas de Defensa de Israel (FDI) y comercializada como arma menos letal de uso militar o antidisturbios en todo el mundo.
Fue desarrollado en 2014 por Odortec, con el apoyo de «Man» y de «Beit-Alfa Technologies».
El carácter disuasorio del olor nauseabundo del líquido, formado por agua, levaduras y bicarbonato, y que se adhiere durante varios días sobre cualquier superficie que toca, ya sea el asfalto, las paredes o la ropa, representó una alternativa al uso de otras armas de control de multitudes como las pelotas de goma o los gases lacrimógenos utilizados por las FDI contra los manifestantes palestinos. Los efectos secundarios que provoca el Skunk en la salud pueden incluir náuseas, erupciones cutáneas y vómitos. Por otro lado, la intensidad de los chorros que el vehículo de Skunk dispara puede provocar daños significativos. Las FDI han sido criticadas por sus intervenciones así como por el uso del Skunk contra personas, empresas y barrios ajenos a las protestas como forma de castigo colectivo.